# Premier livre de madrigaux (Heinrich Schütz)
Pour les articles homonymes, voir Premier livre de madrigaux.
Le Premier livre de madrigaux (Il primo libro de madrigali), appelé couramment les Madrigaux italiens, est un recueil de dix-neuf madrigaux composés par Heinrich Schütz et publiés en 1611.
Le compositeur a puisé son inspiration au cours de ses deux séjours d'apprentissage en Italie, le premier auprès de Giovanni Gabrieli, le second auprès de Claudio Monteverdi. Ses madrigaux, publiés à Venise, sont des œuvres de jeunesse puisque le musicien n'a que 26 ans lors de leur composition.
Les textes des Madrigaux italiens sont essentiellement signés par deux poètes contemporains : Giovanni Battista Guarini (1538-1612) et Giambattista Marino (1569-1625). Le texte du dernier madrigal, caractérisé par son ampleur (deux chœurs et huit solistes), aurait été écrit par le compositeur lui-même.

## Liste des madrigaux italiens
- O primavera, SWV 001 - texte : Giovanni Battista Guarini, Pastor Fido, acte III scène I
- O dolcezze amarissime, SWV 002 - texte : Giovanni Battista Guarini, Pastor Fido, acte III scène I
- Selve beate, SWV 003 - texte : Giovanni Battista Guarini, Pastor Fido, acte V scène VIII
- Alma afflitta, SWV 004 - texte : Giambattista Marino
- Così morir debb'io, SWV 005 - texte : Giovanni Battista Guarini, Pastor Fido, acte IV scène V
- D'orrida selce alpina, SWV 006 - texte : Alesandro Aligieri
- Ride la primavera, SWV 007 - texte : Giambattista Marino
- Fuggi o mio core, SWV 008 - texte : Giambattista Marino
- Feritevi, ferite, SWV 009 - texte : Giambattista Marino
- Flamma ch'allacia, SWV 010 - texte : Alessandro Gatti
- Quella damma son io, SWV 011 - texte : Giovanni Battista Guarini, Pastor Fido, acte II scène III
- Mi saluta costei, SWV 012 - texte : Giambattista Marino
- Io moro, eccho ch'io moro, SWV 013 - texte : Giambattista Marino
- Sospir che del bel petto, SWV 014 - texte : Giambattista Marino
- Dunque addio, SWV 015 - texte : Giovanni Battista Guarini, Pastor Fido, acte IV scène V
- Tornate, o cari baci, SWV 016 - texte : Giambattista Marino
- Di marmo siete voi, SWV 017 - texte : Giambattista Marino
- Giunto è pur, Lidia, SWV 018 - texte : Giambattista Marino
- Vasto mar, SWV 019 - ce madrigal à 8 voix, dédié par Schütz à son protecteur Maurice de Hesse-Cassel, landgrave de Hesse-Cassel, est un texte probablement écrit par le compositeur lui-même

## Enregistrements
- Heinrich Schütz : Madrigaux italiens (Harmonia Mundi). Avec le Concerto Vocale, dirigé par René Jacobs (1986)
- Heinrich Schütz : Italian Madrigals (Harmonia Mundi). Avec le Cantus Cölln, dirigé par Konrad Junghänel (1999)
- Heinrich Schütz : Italienische Madrigale - Complete recordings, Vol. 2, (Carus, 83.237). Avec le Dresdner Kammerchor, dirigé par Hans-Christoph Rademann (2011)